# إدي أنتوني
إدي أنتوني (بالإنجليزية: Eddie Anthony)‏ هو عازف جاز أمريكي، ولد في 1890، وتوفي في 1934.

## وصلات خارجية
- إدي أنتوني على موقع ميوزك برينز (الإنجليزية)
- إدي أنتوني على موقع ديسكوغز (الإنجليزية)